# Radevîceve, Șîroke
Radevîceve (în ucraineană Радевичеве) este un sat în comuna Andriivka din raionul Șîroke, regiunea Dnipropetrovsk, Ucraina.

## Demografie
Componența lingvistică a localității Radevîceve
     Ucraineană (96,36%)
     Rusă (3,33%)
     Alte limbi (0,3%)
Conform recensământului din 2001, majoritatea populației localității Radevîceve era vorbitoare de ucraineană (96,36%), existând în minoritate și vorbitori de rusă (3,33%).